# Турски амам у Грабовцу
Турски амам у Грабовцу насељеном месту на територији општине Свилајнац, преставља непокретно културно добро као споменик културе.
Турски амам налази се на месту званом „Бања”. Грађевина, која је у рушевинама, уздиже се само централни део амама са бочним зидовима, преломљеним луцима и почецима пандатифа изнад којих се уздизала велика купола. На основу очуваних делова види се да је то била репрезентативна грађевина из доба процвата исламске архитектуре на овим просторима. 
Према стилским одликама претпоставља се да датира из друге половине 16. века. Амам је рађен полихромно у алтернацији жућкастог тесаног камена, дебелих спојница од кречног малтера и хоризонтално постављених опека. Декоративности доприносе и прецизно пропорционисани исламски лукови који испадају из зидне масе и дају рељефну игру светлости и сенке. Према димензијама и начину обраде амам спада у ред најзначајнијих споменика исламске уметности у ужој Србији.